# 주조지아 대한민국 대사관
주조지아 대한민국 대사관(조지아어: კორეის რესპუბლიკის საელჩო საქართველოში)은 조지아 트빌리시에 위치한 대한민국 대사관이다.
대한민국 정부는 1992년 12월 14일에 조지아와 수교했으며 2015년 12월에 주아제르바이잔 대한민국 대사관 산하 공관이었던 주조지아 대한민국 대사관 트빌리시 분관이 정식 개관했다. 조지아 정부는 2011년 8월에 대한민국 서울에 주한 조지아 대사관을 설립했다.
대한민국 정부는 2023년 11월 7일에 주조지아 대한민국 대사관 트빌리시 분관을 가까운 장래에 주조지아 대한민국 대사관으로 승격시키기로 결정했고 2024년 11월을 기해 정식 승격되었다. 2025년 2월 6일에는 김현두 초대 주조지아 대한민국 대사가 정식 부임했다.

## 같이 보기
- 대한민국-조지아 관계
- 주한 조지아 대사관
- 대한민국의 재외공관 목록
- 조지아 주재 외국공관 목록